# André Biyogo Poko
André Ivan Biyogo Poko (Bitam, 7 de março de 1993) é um futebolista gabonês que atua como volante.

## Carreira
André Biyogo Poko fez parte do elenco da Seleção Gabonense de Futebol da Olimpíadas de 2012. Ele fez parte do elenco da Seleção Gabonense de Futebol na Campeonato Africano das Nações de 2015 e 2017.